# هيلاري فان ديك
هيلاري فـان ديك (بالإنجليزية: Hilary Van Dyke)‏ هي ممثلة أمريكية، ولدت في 30 أكتوبر 1970.